# Армянский вопрос
Армянский вопрос (арм. Հայկական հարց, тур. Ermeni Sorunu) — комплекс проблем, связанных с положением армянского населения Османской империи во второй половине XIX—начале XX века. Понятие вошло в обиход в дипломатии и исторической литературе после Русско-турецкой войны (1877—1878) (в процессе разработки условий Сан-Стефанского мира).
Конституционные реформы османского общества, начавшиеся в XIX веке, дали армянскому меньшинству возможность требовать равноправия с мусульманами и защиты от насилия со стороны государства и окружающего мусульманского населения. Тяжёлое положение христианских народов Османской империи, и в частности армян, было использовано европейскими державами в качестве предлога для давления на Османскую империю и вмешательства в её дела с целью получения новых уступок в политической и экономической сфере. Власти Османской империи, однако, видели в этом исключительно попытки разрушить империю и пытались жестоко подавить выступления армян. Нерешённость армянского вопроса стала одной из предпосылок к Геноциду армян (1915—1923 годов).

## Исторические предпосылки
Армянский этнос возник в IV—II вв. до н. э. на территории современной восточной Турции, в регионе, включающем в себя гору Арарат и озеро Ван. Ко второму веку до н. э. армяне объединились под царствованием царя Арташеса I. Наибольший размер Великая Армения имела в период правления царя Тиграна II Великого, когда границы его империи раздвинулись от Евфрата и Средиземного моря до Каспийского моря. В начале IV века Армения стала первой страной, официально принявшей христианство как государственную религию, в 405 году святым Месропом Маштоцем был создан армянский алфавит, а в 414 году на армянский язык была переведена Библия. Принятие христианства стало определяющим фактором, объединившим армянский этнос после утраты государственности, а Армянская апостольская церковь стала важнейшим институтом национальной жизни. Религиозное противостояние армян, не желавших отказаться от христианства, во время многочисленных вторжений мусульман (арабских Аббасидов, сельджуков и огузских тюрков) на территорию исторической Армении, опустошительные войны и массовые переселения привели к уменьшению численности армянского населения на этой территории.

## Население Османской империи и терминология
Османская империя представляла собой полиэтническое и поликонфессиональное государство. Большинство её населения составляли мусульманские этносы: турки, курды, арабы, адыги, черкесы, другие выходцы с Северного Кавказа; среди христианских этносов выделялись армяне, греки, болгары, ассирийцы и др. Также в Османской империи жили евреи и представители некоторых других народов. 
До начала XX века этноним «турок» (Türk) часто употреблялся в уничижительном смысле. «Турками» именовали тюркоязычных крестьян Анатолии, с оттенком презрения к их невежественности (напр. kaba türkler «грубые турки»). В начале XX века, с приходом к власти младотурок, политика турецкого национализма становится более заметной, пантюркизм становится официальной идеологией, а этноним «турок» теряет отрицательную коннотацию . 
В статье при описании событий, предшествующих распаду Османской империи, для идентификации мусульманского населения, если это не определённые этнические группы (как, например, курдские кочевые племена), используются термины «мусульмане» или «османы», хотя, строго говоря, в число последних формально входили и армяне. Так, в состав османских войск эпохи Первой мировой войны входили представители почти всех подвластных османским султанам народов, в том числе армяне. При описании государственных институтов империи до окончания Первой мировой войны в основном используются термины «оттоманский» или «османский», реже «турецкий» — хотя это принятое наименование в русской историографии (например, Русско-турецкая война (1877—1878)).
В массовых убийствах армян принимали участие представители различных мусульманских этносов, в том числе курдские племена и черкесы, однако эти действия часто инспирировались турецкими властями.

## Османская империя и армянский вопрос

### Армяне в Османской империи
Социально-политические и экономические институты Османской империи приобрели законченную форму в середине XVI века и сохранялись в течение последующих веков. Османские историки представляли империю как истинный халифат — государство, где все стороны общественно-политической жизни регулировали нормы шариата.
Немусульманское меньшинство Османской империи (25 % населения) было объединено в 3 миллета — автономных религиозно-политических образования иноверцев. Армяне входили в эрмени (армянский) миллети, объединявший армян и других последователей древневосточных церквей — коптов, яковитов и несториан. При условии признания верховной власти султана и уплаты подушной подати (джизьи) миллеты пользовались полной свободой культа и самостоятельностью в решении общинных дел. Во главе каждого миллета стоял миллет-баши с резиденцией в столице (в данном случае, Армянский Константинопольский патриарх). Он был членом имперского совета и был подотчётен непосредственно султану. Миллеты представляли собой своего рода церковно-конфессиональные государства без определённой территории и границ, так как все иноверцы объединялись в миллеты независимо от места их жительства и не могли претендовать ни на отдельную территорию, ни на политическую власть.
Армяне Османской империи, не будучи мусульманами, считались второразрядными гражданами. Они должны были платить более высокие налоги. Армяне-христиане не имели права свидетельствовать в суде. Несмотря на то, что 70 % армянского населения составляли бедные крестьяне, среди мусульманского населения был распространён стереотип хитрого и успешного армянина с большим коммерческим талантом, хотя сами османские султаны извлекали выгоду из торговли армян с Европой. По шариату, власти должны были поощрять не отечественных производителей, а импортёров, поскольку те регулярным ввозом товаров заботились о процветании государства. Армяне, как и европейские предприниматели, играли важную роль в деловом мире империи. В 1912 году немусульмане составляли всего 17 % населения Анатолии, однако в Стамбуле доля немусульман ещё в начале века составляла 55,9 %, в Измире — 61,5 %, в Трапезунде — 42,8 %, в других городах их доля также была выше, чем в среднем по империи. Из 42 типографий мусульманам принадлежали только одиннадцать, из 21 металлообрабатывающего завода — только один, из известных шёлковых предприятий Бурсы шесть принадлежали мусульманам, два — правительству, тридцать три — армянам. Армяне, греки и в меньшей степени евреи составляли значительное число владельцев коммерческих предприятий.
Нерешённые социальные проблемы в городах и борьба за ресурсы в сельском хозяйстве порождали враждебность к армянам. Недовольство крестьянского населения восточной Анатолии хорошо одетыми горожанами, устанавливающими низкие закупочные цены на продукты крестьянского труда, легко переносилось на армян. Это недовольство направлялось государством и консервативным мусульманским духовенством.
В зимнее время армяне были обязаны предоставлять свои пастбища кочевникам, что, помимо финансовой нагрузки, приводило к грабежам и насилию. Армянам запрещалось носить оружие, что делало их беззащитными перед грабежами курдских и других кочевых племён. В период экономического спада, распада империи и перед лицом потенциальной утраты османами своего имперского статуса армяне ассоциировались с ненавистным османам Западом.
Ситуацию усугублял приток в Анатолию мухаджиров — мусульманских беженцев с Балкан и Кавказа (после Кавказской войны и Русско-турецкой войны 1877-78 годов). В турецкой исторической памяти этот период известен как sökümü — «бедствие». Изгнанные христианами со своих земель, беженцы переносили свою ненависть на местных христиан. Мухаджиры составляли значительную часть корпуса жандармов и нерегулярных воинских формирований, которые позднее принимали активное участие в убийствах армян. Правительство стимулировало расселение этих мигрантов в армянских областях, что увеличивало риски для жизни и собственности местного армянского населения. За период с 1870 по 1910 годы около 100 тысяч армян были вынуждены эмигрировать из Османской империи, в 1890—1910 годах не менее 741 тысячи гектаров армянских земель были незаконно отобраны или конфискованы властями. В это же время отмечался рост национального самосознания среди образованных армян, возникновение сети армянских школ и газет. Притязания армян на личную и коллективную безопасность и одновременное ухудшение их положения в Османской империи привели к возникновению так называемого «армянского вопроса» как части более общего восточного вопроса. Особенность армянского вопроса состояла в том, что, если балканские народы были сосредоточены в провинциях империи, которые находились в процессе отделения, то армяне были рассредоточены по всей территории империи и лишь в некоторых районах составляли большинство. Демографическая ситуация вынуждала армян для улучшения своего положения требовать не независимости, а безопасности, политических и социальных реформ.

### Вмешательство европейских держав

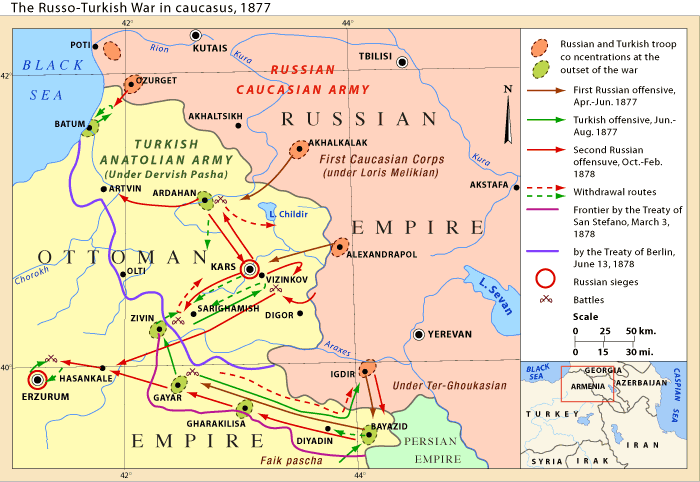
Русско-турецкая война 1877—1878 гг.

Национально-освободительное движение на территории Западной Армении начало проявляться с 1860-х годов (восстания в Ване и Зейтуне в 1862 году, в Муше (1863 год) и др.).

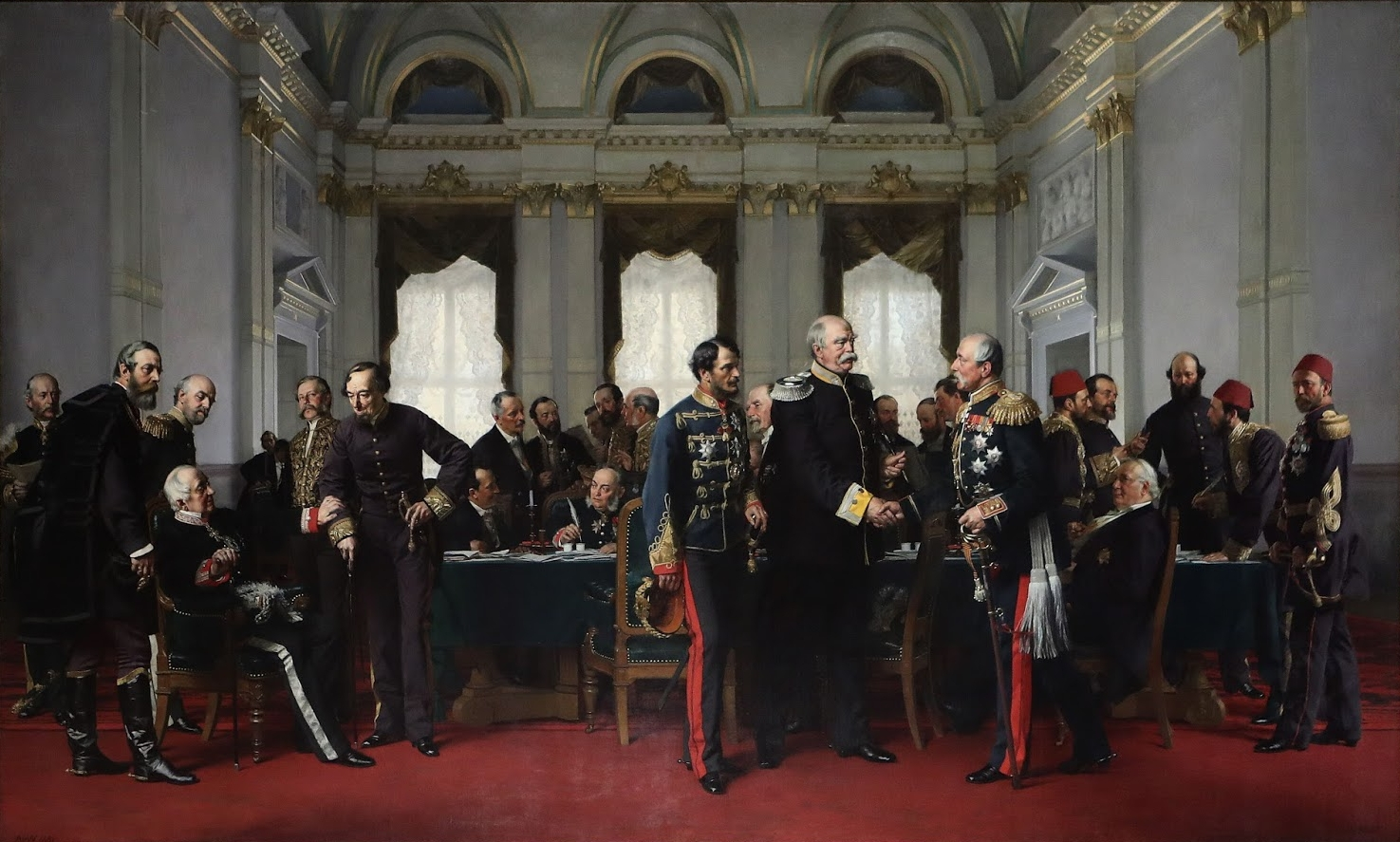
Берлинский конгресс

Подавление национально-освободительного движения в Боснии, Болгарии и Македонии в 1875 году и репрессии против христиан вызвали возмущение в Европе, и общественное мнение Британии вынудило премьер-министра Дизраэли, который пытался предупредить вмешательство России с целью защиты христианского населения, выступить с инициативой проведения конференции, которая и состоялась в Константинополе в декабре 1876 — январе 1877 гг. Османские власти тем временем в спешном порядке готовили проект конституции, который предусматривал разделение властей, гарантию гражданских свобод и равенство перед законом всех граждан империи (в то же время все объявлялись османами, господствующей религией объявлялся ислам, единственным официальным языком — турецкий). Проект был принят 23 декабря 1876 года (в день открытия конференции). В связи с этим османская сторона вначале настаивала на отмене конференции, а впоследствии отказалась исполнять её решения, что дало Российской империи основание объявить войну Турции. На Кавказском фронте русская армия в ходе боевых действий заняла Баязет и Батум, в ноябре 1877 — Карс, в феврале 1878 — Эрзурум. Армянский Константинопольский патриарх Нерсес призвал свою паству молиться и работать на победу османской армии, однако армяне в приграничных районах ожидали русскую армию как избавление от анархии и угнетения. Опасения армянского населения получили подтверждение, когда перед наступлением русской армии на Карс в район боёв были переброшены банды курдов и башибузуков, грабивших армянские сёла в этом и соседних районах и убивших 5-6 тысяч армян. Когда через три месяца русская армия во главе с армянскими генералами Лорис-Меликовым, Тергукасовым и Лазаревым вошла в Карс, армяне приветствовали русских как освободителей. По условиям предварительного Сан-Стефанского мирного договора России отошли районы Батума, Карса и Баязета. Абдул-Хамид брал на себя обязательство в течение 6 месяцев до эвакуации русских войск с занятой ими территории 6 армянских вилайетов провести там реформы и обеспечить безопасность армян от курдов и черкесов.

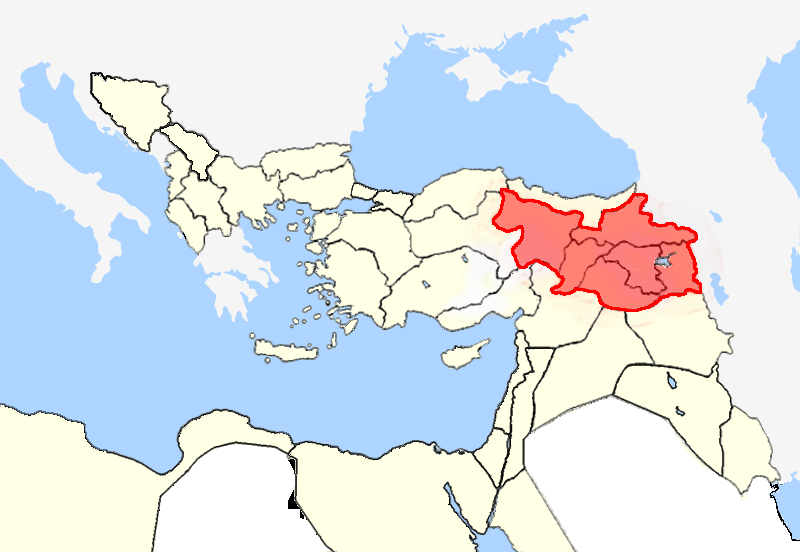
Армянские вилайеты, 1878—1915 гг.

Британская дипломатия, однако, видела угрозу в усилении российского влияния на армян и в возможном создании армянской автономии. Под давлением европейских держав был созван Берлинский конгресс, по решению которого Россия вернула Турции Баязет и окружающие районы, а Порта (правительство Османской империи) вновь обязалась провести реформы, связанные с положением армян, и гарантировать их безопасность. Однако гарант этих реформ — русские войска — подлежали немедленному выводу, а осуществление реформ ставилось под международный контроль.
Исполнение условий Берлинского трактата саботировалось правительством султана Абдул-Хамида II, который опасался, что реформы приведут к доминированию армян в восточной Турции и к установлению их независимости. Абдул-Хамид заявил немецкому послу фон Радолину, что он скорее умрёт, чем уступит давлению армян и допустит проведение реформ, связанных с автономией. На основании Кипрской конвенции англичане направили в восточные провинции Османской империи своих консулов, которые подтвердили плохое обращение с армянами. В 1880 году шесть стран, подписавших Берлинский трактат, направили ноту Порте и потребовали конкретных реформ, «чтобы обеспечить безопасность жизни и собственности армян». Однако Турция не выполнила условия ноты, а предпринятые ею меры были охарактеризованы в британском консульском отчёте как «превосходный фарс». В 1882 году западные державы снова попытались добиться плана проведения реформ, однако эта инициатива была сорвана Бисмарком.

### 1880-е — 1910-е годы
В 1879 году во время неурожая курды занимались грабежами армянского населения, что привело к голодной смерти десятков тысяч армян.
После убийства Александра II в России к власти пришёл Александр III, царствование которого было отмечено политикой принудительной русификации Кавказа и Закавказья. В Великобритании Бенджамина Дизраэли сменил Гладстон, однако он также не достиг успеха в решении армянского вопроса. Армяне тщетно пытались добиться проведения реформ ненасильственными методами, требуя лишь гарантий безопасности. Они заявляли, что не хотят переходить под власть России, поскольку русские власти пытаются навязать собственным подданным армянского происхождения русскую православную веру и тем самым нейтрализовать их национальное самосознание. Однако к этому времени интересы европейских держав оказались сосредоточены на колонизации Африки и Дальнего Востока, и армянский вопрос оказался забыт на 15 лет. Невозможность решить свои проблемы мирным путём реформ дала толчок революционным настроениям среди армянского населения.

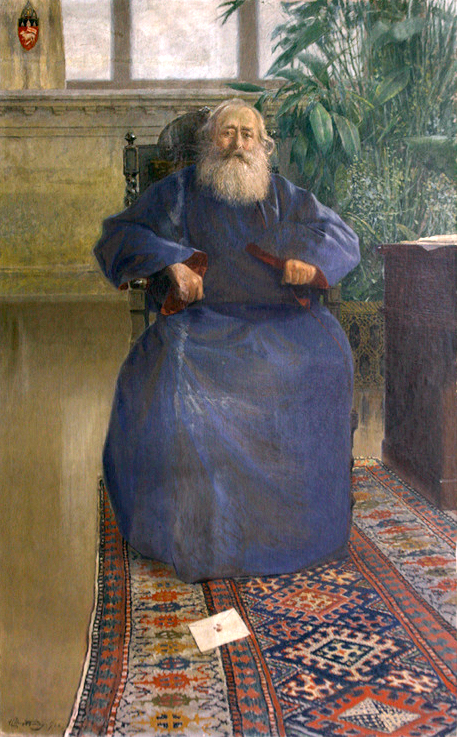
Мкртич I Хримян

В 1882 году в Эрзерумской области возникло одно из первых армянских объединений — «Сельскохозяйственное общество», призванное защитить армян от грабежей, осуществлявшихся курдскими и другими кочевыми племенами. В 1885 году была создана первая армянская политическая партия Арменакан, выступавшая за организацию местного армянского самоуправления посредством просвещения и пропаганды, а также военной подготовки для противодействия государственному террору. При этом программа партии не предусматривала открытого сопротивления и отделения от Османской империи даже в отдалённой перспективе. В 1887 году возникла социал-демократическая партия «Гнчак», целью которой было провозглашено освобождение Турецкой Армении путём революции и создание независимого социалистического государства. Программа партии «Гнчак» предполагала участие в революции всех этнических групп Турецкой Армении и последующую гарантию всех гражданских прав по европейскому образцу. Наконец, в 1890 году в Тифлисе прошёл первый съезд наиболее радикальной партии «Дашнакцутюн». Программа партии предусматривала автономию в пределах Османской империи, свободу и равенство для всех групп населения, а в социальной части партия опиралась на создание крестьянских коммун как основных элементов нового общества. Для этого «Дашнакцутюн» предполагала организацию вооружённых групп, которые должны были бороться против эксплуататоров, коррумпированных чиновников и предателей, в том числе и террористическими методами. Однако большинство армянского населения после столетий репрессий и положения людей второго сорта боялось активного сопротивления, полагая, что оно приведёт к ещё большим страданиям. Привилегированные классы армян также не разделяли социалистических устремлений армянских революционных партий, усматривая в них угрозу собственному благополучию.
Не имея возможности более ждать помощи от западных держав, армяне Османской империи начали вооружённую борьбу при поддержке российских армян. Вооружённые группы жителей (армянские фидаи) организовывали вылазки на турецкую территорию, количество которых особенно увеличилось после образования партии Дашнакцутюн. Первое столкновение произошло в Эрзуруме в июне 1890 года, когда власти провели обыски в армянском соборе, рассчитывая найти оружие. Несмотря на то, что оружие не было найдено, через несколько дней турки напали на дома и магазины армян, применив оружие против протестующих. Следующее столкновение произошло в июле того же года в Стамбуле — активисты партии «Гнчак» заставили армянского патриарха присоединиться к процессии ко дворцу для передачи султану манифеста с протестом. Солдаты и полиция окружили демонстрантов, и в ходе последовавшей перестрелки было убито несколько человек.
В начале 1890-х годов армянские организации, в первую очередь партия «Гнчак», организовали доставку оружия на территорию Османской империи и стали использовать террористические методы как против угнетателей, так и против богатых армян. Предполагалось, что террористические методы должны пробудить самосознание крестьянства и привести его к революционной деятельности. Для противодействия армянскому революционному движению Абдул-Хамид начал выстраивать новую политику, основанную на санкционированном терроре. Для борьбы против национальных движений Абдул-Хамид сформировал из преданных ему курдских племён иррегулярную кавалерию «хамидие» («принадлежащие Хамиду»), которая с особой жестокостью расправлялась с мятежным христианским населением. Отряды «хамидие» имели иммунитет от уголовного преследования, сопротивление им расценивалось как мятеж против государства и султана — соответственно, они могли безнаказанно грабить и терроризировать армянское население. Отрядам «хамидие» были переданы пастбища вдоль границы с Россией для создания исламского барьера между Россией и армянами. Также Абдул-Хамид распорядился о пересмотре административных границ, в результате чего в округах, где ранее армянское население преобладало, после реформы армяне стали составлять меньшинство.

### Первая мировая война

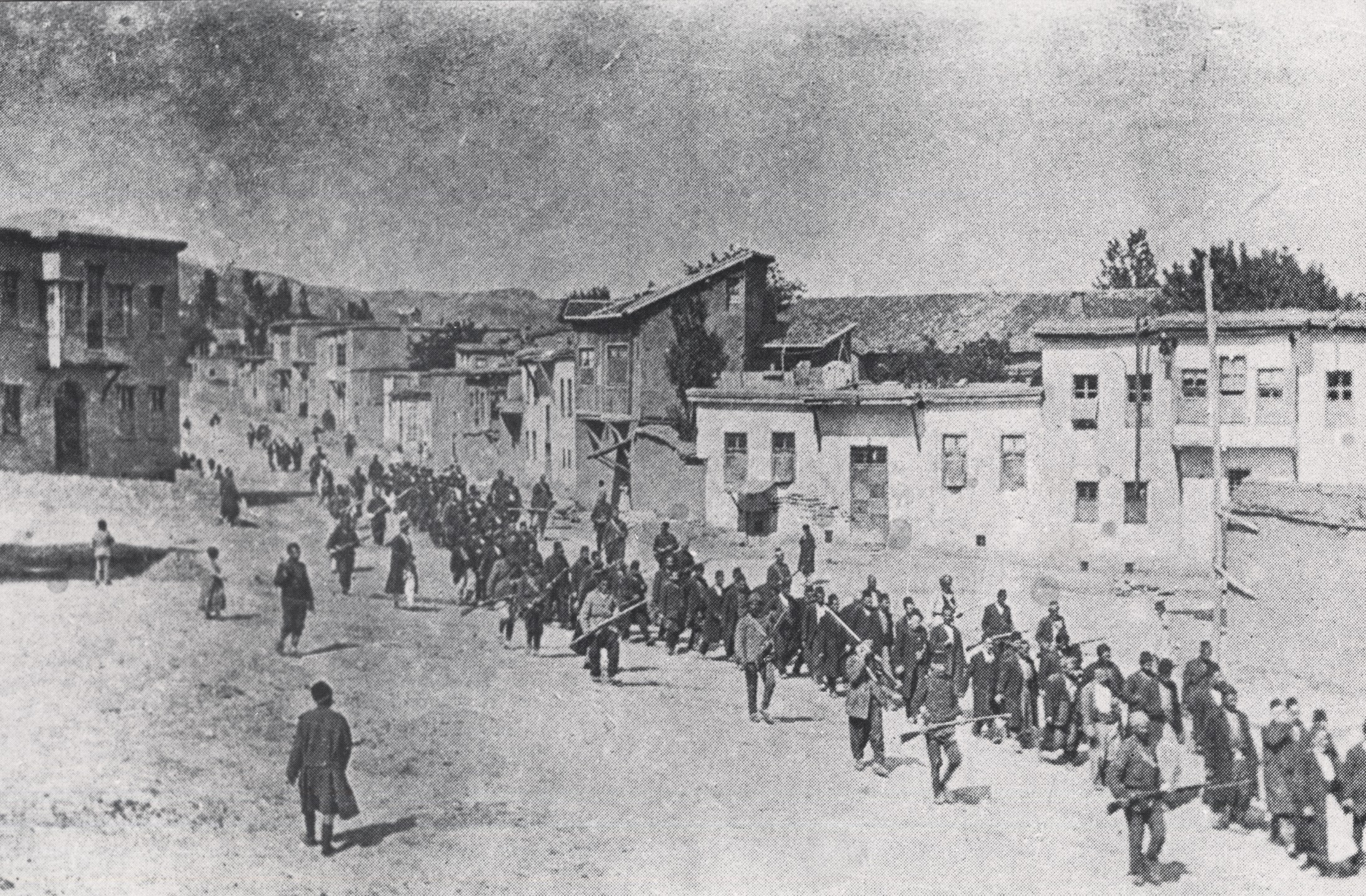
Колонна армянских беженцев, вилайет Харберд, 1915 год

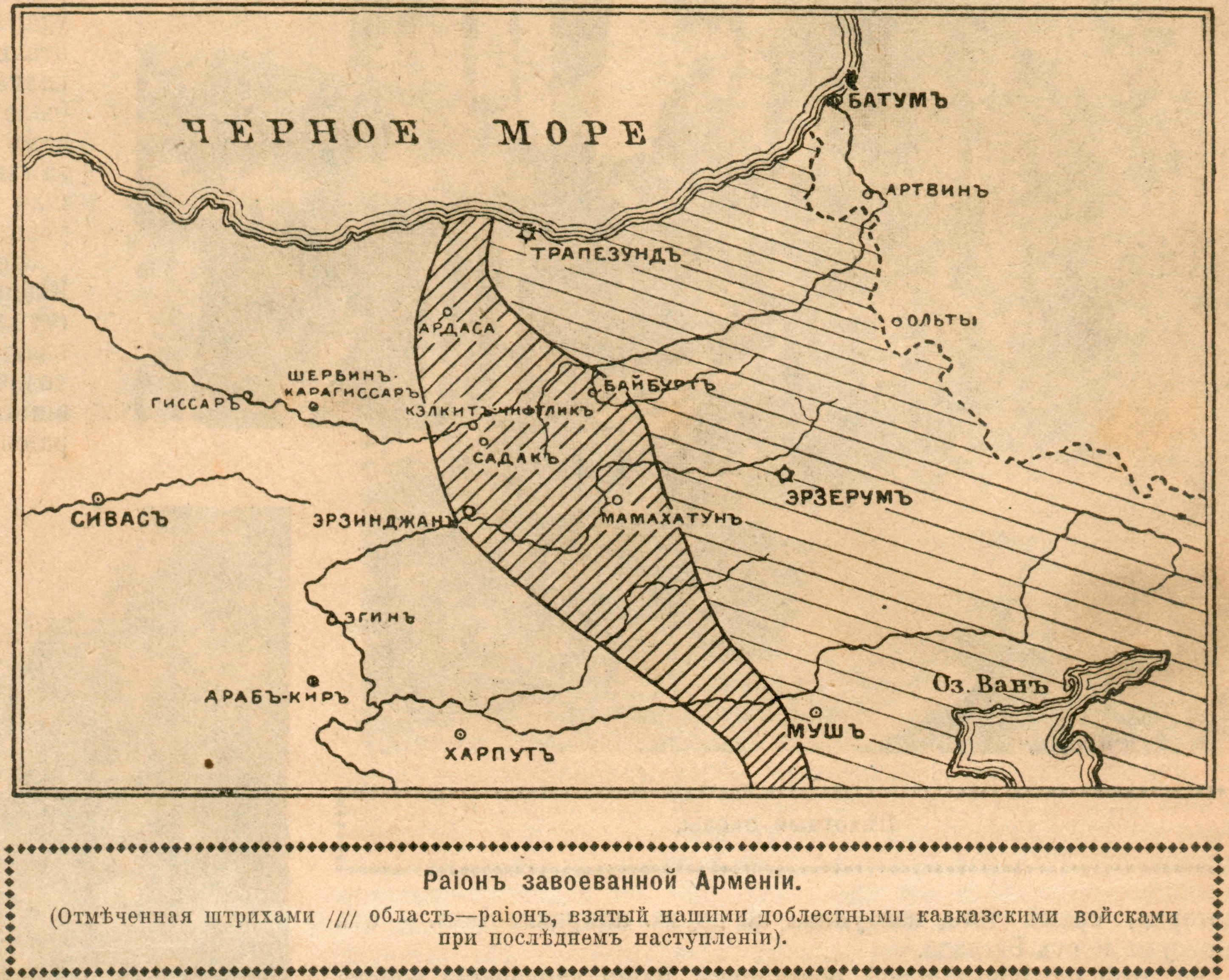
Территория Западной Армении, занятая русскими войсками к лету-осени 1916 года. Журнал Нива № 31 1916.

К 1914 году Россия добилась от турецких властей серьёзных уступок в отношении Турецкой Армении. После многолетних переговоров, Россия, совместно с другими европейскими державами (Франция и Великобритания), заключила Соглашение о проведении реформ в армянских вилайетах, так как все предыдущие договорённости по проведению «армянских реформ» — в частности, ст. 61 Берлинского конгресса, и изданный в октябре 1895 года Абдул-Хамидом II Декрет о реформах в Армении, — оставались только на бумаге и ещё больше усугубляли отношение турецкого государства к армянам. Младотурецкие лидеры рассматривали данное соглашение как «угрозу существования империи» и были полны решимости не допустить его осуществление. Практически через два месяца после начала военных действий между Турцией и Россией, турецкое правительство аннулировало соглашение.
Министр иностранных дел С. Д. Сазонов считал, что «желательно поддерживать самые тесные отношения с армянами и курдами с целью… использовать их в любой момент» в случае начала войны. По его плану, на случай войны предполагалось обеспечить оружием население по ту сторону турецкой границы. В сентябре 1914 года Сазоновым был подписан приказ о контрабандной перевозке оружия для турецких армян. Османские власти предлагали партиям «Дашнакцутюн» и «Гнчак» содействие в организации восстания армян, проживающих в российском Закавказье, обещая им в случае победы создание армянской администрации в Восточной Анатолии и на территории, которая будет отвоёвана у России в ходе войны, однако представители партий отказались от этого предложения, заявив, что армяне по обе стороны границы должны оставаться лояльными к стране их принадлежности.
С первых дней войны по всему миру, особенно в Закавказье, развернулось армянское патриотическое движение. Армяне связывали с этой войной определённые надежды, рассчитывая на освобождение с помощью русского оружия Западной Армении. Поэтому армянские общественно-политические силы и национальные партии по всему миру объявили эту войну справедливой и заявили о безусловной поддержке России и Антанты. Армянские добровольцы с воодушевлением вступали в русскую армию. С началом войны армянская интеллигенция и духовенство стали поднимать вопрос о будущем устройстве Западной Армении в случае благоприятного завершения войны для России. Наместник на Кавказе граф И. И. Воронцов-Дашков утверждал, что «проблемы, которые волнуют армян, будут решены благосклонно», и призывал армян в России и по ту сторону границы быть готовыми к поддержке российских действий в случае войны. Император Николай II заверял армянского католикоса Геворга V: «...блестящее будущее ждёт армян» и что «армянский вопрос будет решён благосклонно, согласно ожиданиям Армении». Однако, по утверждению некоторых исследователей, «Россия не была реально заинтересована в армянской автономии», хотя Николай II и допускал её создание.
В дополнение к англо-франко-русскому соглашению, заключённому 18 (31) марта 1915 года, и предусматривающему передачу Константинополя и черноморских проливов Российской империи, 16 (29) мая 1916 года, после длительных дипломатических переписок и переговоров, между Великобританией, Францией и, несколько позже, Российской империей и Италией, было заключено секретное «Соглашение о разделе азиатской Турции» с секретными протоколами, более известное как Соглашение Сайкса — Пико. По нему окончательно были подтверждены права России на Константинополь и проливы, а также обширная отвоёванная территория Западной (Турецкой) Армении и часть Курдистана отходила в непосредственное владение России, а армяне, покинувшие свои дома, смогли бы вернуться на родную землю. Уже во время войны началось освоение турецкой территории — строилась обширная сеть военно-полевых железных дорог (узкоколейных и нормальной ширины) (см. Закавказская железная дорога) и инфраструктура.
На занятых русскими войсками территориях Западной Армении (города Ван, Эрзерум, Трапезунд, Эрзинджан, Муш и Битлис) был установлен оккупационный режим, созданы подчинённые военному командованию военно-административные округа. 8 (21) июня Николай II утвердил «Временное положение по управлению областями Турции, занятых по праву войны». Оно предусматривало создание временного военного генерал-губернаторства, которое разделялось на области, округа и участки. К началу 1917 года во все округа, на которые разделялось временное генерал-губернаторство, были назначены начальники (всего 29 округов). Округа, в свою очередь, делились на участки, возглавляемые участковыми начальниками. Как правило, главами округов и областей назначались русские военные выше чина капитана. В городах и районах предусматривалось создание департаментов полиции первого, второго и третьего рангов. Вводилась фискальная и судебная системы. Особое внимание уделялось продовольственному снабжению как армии, так и гражданских лиц и беженцев. Армянским представителям высшие посты не доверялись, их назначали, в основном, на второстепенные должности. Первым генерал-губернатором завоёванных областей стал генерал-лейтенант Н. Н. Пешков.

### Комментарии
1. ↑  Степень участия центральных властей в антиармянских действиях не всегда известна. Подробнее в статье Массовые убийства армян в 1894—1896 годах
2. ↑  Речь идёт о Соглашении о проведении реформ в Армении Архивная копия от 3 августа 2018 на Wayback Machine, заключённом К.Н. Гулькевичем и Саид-Халимом 26 января 1914 года

### Книги
на русском языке
- Сборник договоров России с другими государствами. 1856—1917 / [под редакцией Е.А. Адамова; Составитель И.В. Козьменко]. — М.: Госполитиздат, 1952. — 462 с.
- Сборник дипломатических документов. Реформы в Армении : 26 ноября 1912 года - 10 мая 1914 года. — Петроград: Государственная типография, 1915. — 294 с.
- Раздел Азиатской Турции по секретным документам б. Министерства иностранных дел / под ред. Е. А. Адамова. — М.: НКИД, 1924. — 383 с.. Так же доступна для скачивания на сайте НЭБ.
- Алиев С. М. История Ирана XX век. — М.: ИВ РАН, 2004. — ISBN 5-89282-184-6.
- Арутюнян А.О. Кавказский фронт 1914 - 1917 гг. — Ереван: Айастан, 1971. — 416 с.
- Айрапетов О. Р. Участие Российской империи в Первой мировой войне (1914—1917): Серия из 4 книг. — М.: Кучково поле, 2014—2016.
  - Айрапетов О. Р. Участие Российской империи в Первой мировой войне (1914–1917). 1914 год. Начало. — М.: Кучково поле, 2014. — 637 с. — ISBN 978-5-9950-0402-8.
  - Айрапетов О. Р. Участие Российской империи в Первой мировой войне (1914–1917). 1915 год. Апогей. — М.: Кучково поле, 2014. — 624 с. — ISBN 978-5-9950-0420-2.
  - Айрапетов О. Р. Участие Российской империи в Первой мировой войне (1914–1917). 1916 год. Сверхнапряжение. — М.: Кучково поле, 2016. — 384 с. — ISBN 978-5-9950-0479-0.
  - Айрапетов О. Р. Участие Российской империи в Первой мировой войне (1914–1917). 1917 год. Распад. — М.: Кучково поле, 2016. — 413 с. — ISBN 978-5-9950-0480-6.
- Безобразов П.В. Раздел Турции. — Петроград: Тип. В. Ф. Киршбаума, 1917. — 77 с.. Так же доступна для скачивания на сайте НЭБ
- Г.Д. Мнацаканян. Разрешение Армянского вопроса. — М.: Типография Х. Бархударянц, 1914. — 25 с.
- Безугольный А. Ю. Генерал Бичерахов и его Кавказская армия. Неизвестные страницы истории Гражданской войны и интервенции на Кавказе. 1917—1919. — М.: Центрполиграф, 2011. — 348 с. — ISBN 978-5-227-02536-4.
- Дживелегов А. К. Турция и Армянский вопрос = Թուրքիան և Հայկական հարցը (арм.) / Сост. Е. Минасян. — Ереван: ЕГУ, 2014. — 319 с. — ISBN 978-5-8084-1893-6.
- Дживелегов А.К. Будущее Турецкой Армении // Армянский сборник. — М.: Звезда, 1911. — С. 139—178.
- Дипломатический архив // Будущее устройство Армении. По официальным данным. Третья оранжевая книга. — Петроград: Освобождение, 1915. — Т. 8. — 93 с. Также доступна для скачивания на сайте НЭБ
- Корсун Н. Г. Первая мировая война на Кавказском фронте. — М.: Воениздат НКО СССР, 1946. — 100 с.
- Киреев Н. Г. История Турции. XX век. — М.: Крафт+ ИВ РАН, 2007. — 608 с. — ISBN 978-5-89282-292-3.
- Лазарев М.С. Крушение турецкого господства на Арабском Востоке 1914—1918 гг. — М.: Восточная литература НКИД, 1960. — 246 с.
- Тунян В. Г. Армянский вопрос в русской печати: 1900—1917 гг / Науч. ред. А. С. Саргсян. — НАН РА; Музей — институт Геноцида армян. — Ереван: Чартарагет, 2000. — 244 с.
- Тунян В. Г. Армянский вопрос: мифотворческий аспект. — Ереван: ЕГУ, 2015. — 402 с.
- Тунян В. Г. Армянский вопрос: мифы и реальность. — Ереван: ЕГУ, 2013. — 432 с.
- Широкорад А. Б. Раздел IV: Карсская область // Утерянные земли России. От Петра I до Гражданской войны. — М.: Вече, 2006. — 464 с. — ISBN 5-9533-1467-1.
- Зеленый А.С. Карта распределения армянского населения в Турецкой Армении и Курдистане с пояснительною запискою. — М.: Книга по требованию (репринт "Воен. тип", 1895год), 2012. — 48 с. — ISBN 978-545815573.
- Чалхушьян Г.Х. Армянский вопрос в России / Гр. Чалхушьян. - (2-е издание). -Ростов-на-Дону : электро-печатня А. Тер-Абрамиан, 1905. -35, [1] с. ; 21 см.
- Шацилло В.К. Первая мировая война 1914-1918. Факты. Документы. — М.: ОЛМА-ПРЕСС, 2003. — 480 с. — ISBN 5-224-03312-8.

на английском языке
- Akçam T. From Empire to Republic: Turkish Nationalism and the Armenian Genocide. — London: Zed Books Ltd, 2004. — 273 p. — ISBN 1842775278, ISBN 9781842775271.
- Taner Akçam. A Shameful Act: The Armenian Genocide and the Question of Turkish Responsibility (англ.). — Macmillan, 2007. — 500 p. — ISBN 1466832126. — ISBN 9781466832121.
- Taner Akçam. The Young Turks' Crime against Humanity: The Armenian Genocide and Ethnic Cleansing in the Ottoman Empire. — Princeton & Oxford: Princeton University Press, 2012. — 528 p. — ISBN 9781400841844ref=Akçam.
- Allen W. E. D.[англ.], Muratoff P. P. Caucasian Battlefields: A History of the Wars on the Turco-Caucasian Border. 1828—1921 (англ.). — Cambridge: CUP, 1953. — 614 p. — ISBN 978-1-108-01335-2.
  - Аллен У., Муратов П. Битвы за Кавказ. История войн на турецко-кавказском фронте. 1828—1921 / Пер. с англ. Е. В. Ламановой. — М.: Центрполиграф, 2016. — 606 с. — ISBN 978-5-9524-5203-9.
- Donald Bloxham. The Great Game of Genocide: Imperialism, Nationalism, and the Destruction of the Ottoman Armenians (англ.). — Oxford: Oxford University press, 2005. — 352 p. — ISBN 9780199226887.
- Vahakn N. Dadrian. Armenians in Ottoman Turkey and the Armenian Genocide (англ.) // Dinah L. Shelton. Encyclopedia of Genocide and Crimes Against Humanity. Vol. 1 (A—H). — Macmillan Reference, 2005. — P. 67—76. — ISBN 0-02-865992-9.
- Donald Bloxham. The Great Game of Genocide: Imperialism, Nationalism, and the Destruction of the Ottoman Armenians (англ.). — Oxford: Oxford University press, 2005. — 352 p. — ISBN 9780199226887.
- Munsell E., Bliss F. E. W. Turkey and the Armenian Atrocities: A Reign of Terror from Tartar Huts to Constantinople Palaces. — Edgewood Publishing Company, 1896. — 590 p.
- Hovannisian R. G. The Armenian genocide: history, politics, ethics. — Palgrave Macmillan, 1992. — 362 p. — ISBN 0312048475, ISBN 9780312048471.
- Ronald Grigor Suny. Looking toward Ararat: Armenia in modern history. — Indiana University Press, 1993. — 289 p. — ISBN 0253207738.
- Лорд Кинросс. Расцвет и упадок Османской империи = Lord Kinross. The Ottoman Centuries. The Rise and Fall of the Turkish Empire. — 1. — М.: Крон-пресс, 1999. — 696 с. — ISBN 5-232-00732-7.
- Charny I. W. Encyclopedia of genocide. — Santa Barbara, California: ABC-CLIO, 1999. — 718 p. — ISBN 9780874369281.
- Dadrian V. N. The history of the Armenian genocide: ethnic conflict from the Balkans to Anatolia to the Caucasus. — Berghahn Books, 2004. — 460 p. — ISBN 1571816666, ISBN 9781571816665.
- Hovannisian R. G. The Armenian People from Ancient to Modern Times. — Palgrave Macmillan, 1997. — Vol. II. Foreign Dominion to Statehood: The Fifteenth Century to the Twentieth Century. — 493 p. — ISBN 0312101686, ISBN 9780312101688.
- Richard G. Hovannisian. Armenia on the Road to Independence (англ.). — University of California Press, 1967. — 364 p.
- Akçam T. From Empire to Republic: Turkish Nationalism and the Armenian Genocide. — London: Zed Books Ltd, 2004. — 273 p. — ISBN 1842775278, ISBN 9781842775271.
- Totten S.[англ.], Parsons W. S., Charny I. W. A century of genocide: critical essays and eyewitness accounts. — 2nd ed.. — Routledge, 2004. — 507 p. — ISBN 0415944295, ISBN 0415944309.
- Bloxham D. The great game of genocide: imperialism, nationalism, and the destruction of the Ottoman Armenians. — Oxford University Press, 2005. — 329 p. — ISBN 0199273561, ISBN 9780199273560.
- Shelton D. L. Encyclopedia of Genocide and Crimes Against Humanity. — Macmillan Reference[англ.], 2005. — 1458 p. — ISBN 0028658485, ISBN 9780028658483.
- Totten S.[англ.], Bartrop P. R.[англ.], Jacobs S. L.[англ.]. Dictionary of Genocide. — Greenwood Press, 2008. — 534 p. — ISBN 0-31332-967-2, ISBN 978-0-31332-967-8.
- Suny R. G., Göçek F. M.,  Naimark N. M. A Question of Genocide: Armenians and Turks at the End of the Ottoman Empire. — Oxford University Press, 2011. — 465 p. — ISBN 9780195393743.
- Michael A. Reynolds. Shattering Empires. The Clash and Collapse of the Ottoman and Russian Empires, 1908–1918 (англ.). — Cambridge University Press, 2011. — ISBN 978-0-521-14916-7.
- Eugene Rogan. The Fall of the Ottomans The Great War in the Middle East (англ.). — Basic Books, 2015. — 460 p. — ISBN 978-0-465-02307-3.
  - Юджин Роган. Падение Османской империи. Первая мировая война на Ближнем Востоке, 1914–1920 гг = The Fall of the Ottomans: The Great War in the Middle East. By Eugene Rogan. — М., 2018. — 560 с. — ISBN 978-5-91671-762-4.
- Firuz Kazemzadeh. The struggle for Transcaucasia, 1917-1921 (англ.). — Philosophical Library, 1951. — 356 p.
- Kévorkian R.[англ.]. The Armenian Genocide: A Complete History. — I.B.Tauris, 2011. — 1008 p. — ISBN 1848855613, ISBN 9781848855618.
- Ronald Grigor Suny. Looking toward Ararat (англ.). — Indiana University Press, 1993. — 310 p. — ISBN 9780253207739.

на французском языке
- Le General G. Korganoff. La Participation des Arméniens à la Guerre Mondiale sur le Front du Caucase (1914—1918) (фр.). — Paris: Massis, 1927. — 208 с.
  - Корганов Г. Г. Участие армян в мировой войне на Кавказском фронте (1914—1918): с 19-ю схемами / Пер. с фр. Ю. Л. Пирумяна, Э. Е. Долбакяна. — 2-е изд., доп. — М.: Ключ-С, 2018. — 192 с. — ISBN 978-5-6041804-1-9. РИНЦ.

### Статьи
на русском языке
- Алиев Э. Макинская узкоколейная железная дорога // «Семафор». — 2003. — Август (№ 3). — С. 24—26.
- Арутюнян А. А. Кавказский фронт Первой мировой войны: армянские добровольцы в борьбе за общую победу // Великая война 1914—1917 гг.: возвращение памяти : сб. ст. и докл.  / Под редакцией М.Б. Смолина, К.А. Залесского. — М.: РИСИ, 2015. — С. 199—205. — ISBN 978-5-7893-0239-2.
- Марукян А. Политика России на занятых территориях западной Армении в 1915 – 1917 годах // kavkazoved : Доклад на Международной научно-практической конференции «Кавказ в годы Первой мировой войны» (28—30 ноября 2014 г.). — Пятигорск, 2014.
- Пилоян М.Г. Российский проект «Армянских реформ» в Османской империи перед первой мировой войной. — М.: Власть, 2017. — С. 143-146.
- Ошеровский Л.Я. Идея автономного строя в Турецкой Армении под протекторатом России. — Пятигорск: Пятигор. арм. ком. по оказанию помощи добровольцам-дружинникам и беженцам армянам, 1915. — С. 15с.
- Ошеровский Л.Я. Трагедия армян-беженцев. — Кисловодск: Книгопечатня Г.Д. Сукиасянца, 1915. — С. 23с.
- Крбекян В.Г. Армянский вопрос на Берлинском конгрессе // Единые социальные науки. — 2012. — № 2. — С. 25-45. — ISBN 0320-8117.
- Саркисян Е. К. Армянский вопрос и Россия в 1912—1914 гг. // Historical-Philological journal. — 1995. — № 1. — С. 111—124.
- Амбарцумян К. Р. Проблема реформирования армянских вилайетов Турции в политике великих держав 1908 —1914 гг. // История: факты и символы. — 2021. — № 4 (29). — С. 52—60.

на английском языке
- Stephan Astourian. The Armenian Genocide: An Interpretation :  [англ.] // The History Teacher. — Society for the History of Education, 1990. — Vol. 23, № 2 (February). — P. 111—160. — ISSN 0018-2745. — doi:10.2307/494919. — JSTOR 494919.
- Astourian Stephan H. The Armenian Genocide: History, Politics, Ethics (англ.)  / ed. Richard G. Hovannisian; foreword [by] George Deukmejian. — New York: St. Martin's Press, 1992. — P. 53—79. — ISBN 0312048475.
- Vahakn N. Dadrian. Armenians in Ottoman Turkey and the Armenian Genocide (англ.) (недоступная ссылка — история) // Dinah L. Shelton. Encyclopedia of Genocide and Crimes Against Humanity. Vol. 1 (A—H). — Macmillan Reference, 2005. — P. 67—76. — ISBN 0-02-865992-9.
- Peter Holquist. The Politics and Practice of the Russian Occupation of Armenia, 1915—February 1917 (англ.) // A Question of Genocide: Armenians and Turks at the End of the Ottoman Empire / Ronald Grigor Suny, Fatma Muge Gocek, Norman M. Naimark. — Oxford: Oxford University Press, 2011. — P. 151—174.
- Ronald G.Suny. “They Can Live in the Desert but Nowhere Else”: Explaining the Armenian Genocide One Hundred Years Later (англ.). — Juniata College, Pennsylvania: Juniata Voices, 2016. — P. 208—229.